# 大石麻衣
大石 麻衣（おおいし まい、1963年5月27日 - ）は日本の元女優。本名：大内 弘子（おおうち ひろこ）。
東京都出身。身長163cm。血液型はB型。既婚。

## 来歴・人物
ジャパンアクションクラブ第13期生で、テレビの特撮番組などで活躍した。当初は本名の「大内 弘子」名義で活動していたが、『電撃戦隊チェンジマン』へのレギュラー抜擢により上記の芸名を使用するようになった。
『チェンジマン』終了後の1986年に芸能界を引退するが、1990年ごろには「本宮 奈保（もとみや なほ）」名義で芸能プロダクションに所属していたことが確認されている。
近年では、新堀和男が代表を務めるレッド・エンタテインメント・デリヴァー主催のイベントに出演している。また、スーパー戦隊シリーズOGである『超電子バイオマン』の矢吹ジュン / イエローフォー役の田中澄子、桂木ひかる / ピンクファイブ役の牧野美千子、『光戦隊マスクマン』のハルカ / イエローマスク役の永田由紀と共に「特撮美熟女部」としても活動している。

## 出演

### テレビドラマ
- メタルヒーローシリーズ
  - 宇宙刑事シャリバン（1983年、テレビ朝日） - イガクリスタル親衛隊員
  - 宇宙刑事シャイダー 第16話「たまげた異星生物」 - 第35話「謎を射る黄金の矢」（1984年、テレビ朝日） - ギャル2
- スーパー戦隊シリーズ
  - 電撃戦隊チェンジマン（1985年 - 1986年、テレビ朝日） - 翼麻衣 / チェンジフェニックス
  - 快盗戦隊ルパンレンジャーVS警察戦隊パトレンジャー 最終話（2019年2月10日、テレビ朝日）
- 火曜スーパーワイド / 混浴ドッキリ!! あぶない女と男の集金旅行（1989年、テレビ朝日）
- センチネル2（2019年12月26日、千葉テレビ）[6]
- センチネル2.5（2020年12月27日、千葉テレビ）

### 映画
- 里見八犬伝（1983年、東映）
- スーパー戦隊シリーズ - 翼麻衣 / チェンジフェニックス
  - 電撃戦隊チェンジマン（1985年、東映）
  - 電撃戦隊チェンジマン2 シャトルベース!危機一髪!（1985年、東映）

### ビデオ
- 東映スーパーギャルズメイト -特撮ヒロインのすべて-（1986年、東映ビデオ）